# Freetown International Airport

i7
i11
i13

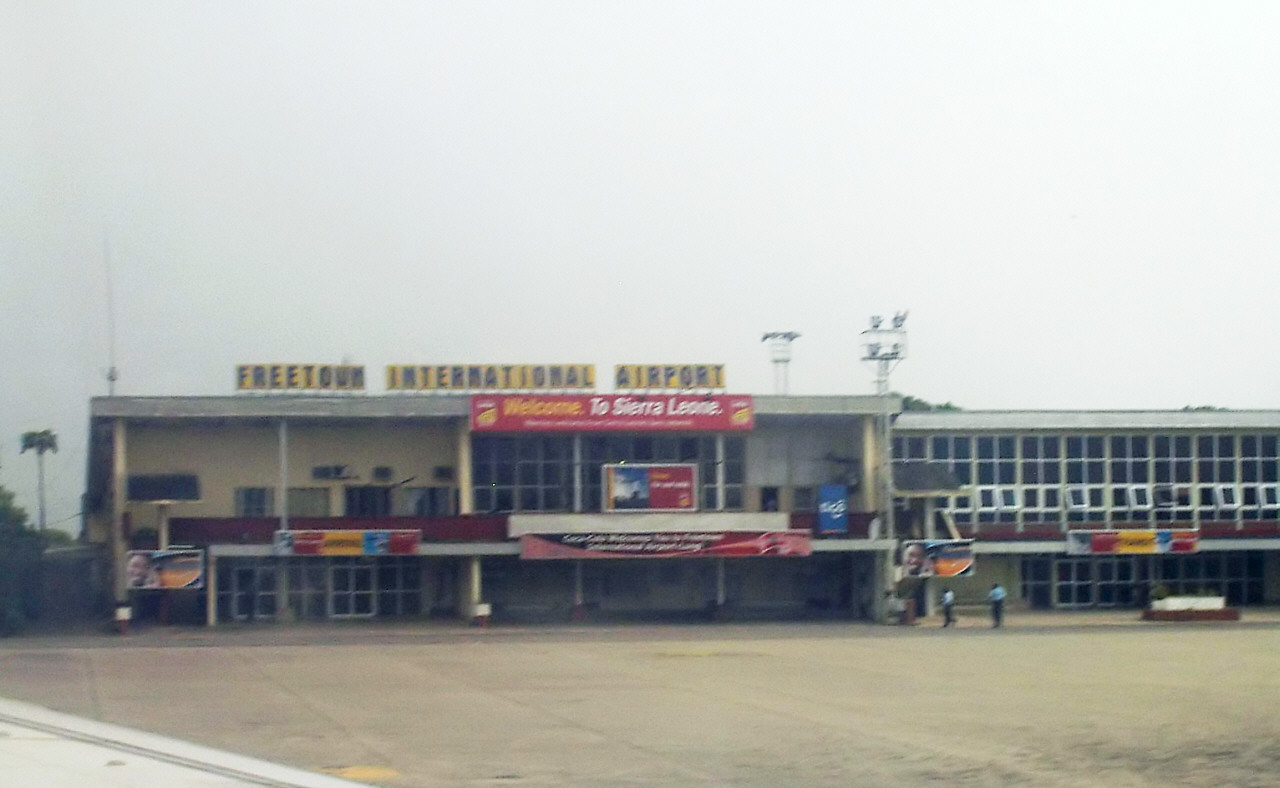
Terminal vor dem Umbau (2007)

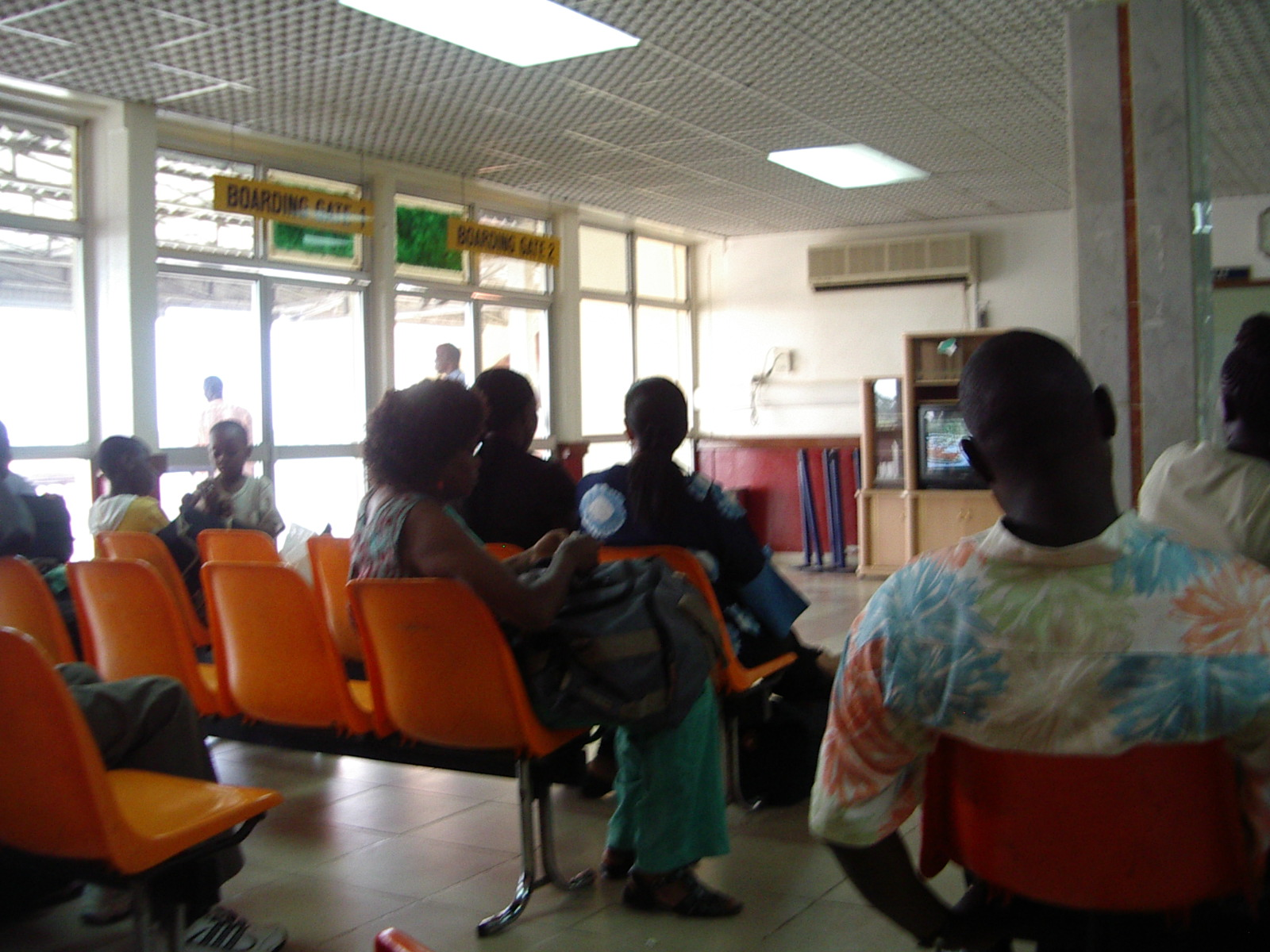
Abflughalle im Terminal (2007; vor der Sanierung/Umbau)

Der Freetown International Airport (häufig auch Lungi International Airport, IATA-Code: FNA, ICAO-Code: GFLL) ist der internationale Verkehrsflughafen von Sierra Leone, in Lungi gelegen. Es handelt sich um den einzigen internationalen Flughafen des Landes; er ist ebenfalls Drehkreuz für internationale und regionale Flüge, nicht aber für Inlandsflüge. Der Sierra Leone River trennt den Flughafen von der Hauptstadt Freetown. Er wird verwaltet und betrieben von der Sierra Leone Airports Authority (SLAA).

## Infrastruktur
Die Infrastruktur des Flughafens war bis zu seiner Vollsanierung Ende 2012 sehr minimalistisch ausgestattet und erfüllte die internationalen Anforderungen nicht. Unter anderem wurden Check-in Prozeduren komplett manuell durchgeführt, da aufgrund von meist fehlender Elektrizität keine Computer eingesetzt werden können. Die Sicherheitskontrolle in Bezug auf Gepäck und Passagiere wurde ebenfalls manuell durchgeführt. Es kamen auch unter anderem keine Gepäckscanner zum Einsatz. Weiteres Sicherheitsequipment wurde 2015 angeschafft. Zudem wurde 2017 ein Cargo-Terminal errichtet.

### Vollsanierung
Am 30. März 2010 wurde bekannt, dass ein nordirisches Bauunternehmen mit der Renovierung des Flughafens für 8 Millionen Pfund Sterling beauftragt wurde. Diese Umbaumaßnahmen standen im Zuge des 50-jährigen Jubiläums von Sierra Leone, das im Jahr 2011 gefeiert wurde. Im Mai 2011 wurden zudem Pläne zur Installation zusätzlicher Sicherheitsinfrastruktur bekannt.
Nach einer Bauzeit von nur knapp zwei Jahren wurde Ende November 2012 der komplett sanierte und renovierte Flughafen eröffnet. Dieser entsprach nun internationalen Standards mit automatischen Sicherheitskontrollen, computerisierten Check-in-Schalter sowie Lounges, Restaurants und weiteren Einrichtungen.

### Neubau 2020–2023
Anfang 2013 wurde der Bau eines neuen internationalen Flughafens („Sierra Leone International Airport“) in Freetown bekannt. Den Bauauftrag hat das Ministerium für Transport und Luftverkehr am 12. Dezember 2012 an das chinesische Staatsunternehmen China Railway International Consortium vergeben. Der Bau sollte 190 Millionen US-Dollar kosten. Der Bau wurde von Staatspräsident Julius Maada Bio im Juni 2018 gestoppt. Stattdessen sollte eine Brücke (Lungi-Brücke) über den Sierra Leone River errichtet werden.
Im Rahmen des Infrastruktur-Entwicklungsplanes von Staatspräsident Julius Maada Bio wurde schlussendlich der Neubau des Terminals geplant. Im November 2020 wurde dazu der Bauauftrag über 270 Millionen US-Dollar erteilt. Bis zu einer Million Passagiere pro Jahr sollten dann abgewickelt werden können. Im August 2021 wurde das Projekt vom Parlament genehmigt. Die Bauzeit wurde mit 24 Monaten angegeben. Die Fertigstellung soll bis Februar 2023 geschehen. In diesem Rahmen ist auch der Ausbau der Start- und Landebahn und Taxiwege vorgesehen.
Der neue Flughafen wurde im März 2023 eröffnet.

## Flughafentransfer
Passagiere haben mehrere Möglichkeiten, mittels eines Flughafentransfers vom Flughafen nach Freetown zu gelangen:
- Boot-Shuttle-Service (Dauer ca. 30 Minuten)
- Staatliche Auto-Fähre (Dauer ca. 45 Minuten) – 15 Autominuten vom Flughafen entfernt bis zum Kissy Ferry Terminal in Freetown
- Fähre (Dauer ca. 15 Minuten) – seit Juni 2015[15]
- Bus, Taxi, Mietwagen (Dauer ca. 4–6 Stunden auf dem Landweg)
- Luftkissenboot (Dauer ca. 20 Minuten)[16] seit mindestens Juni 2014 außer Betrieb
- Helikopter (Intercity Air; Dauer ca. 15 Minuten) – seit mindestens 2014 außer Betrieb

## Fluggesellschaften und Verbindungen
Nach der Ebola-Epidemie in Westafrika haben zahlreiche Fluggesellschaften wieder den Betrieb nach und von Freetown aufgenommen. So fliegen (Stand Juni 2017) regional Fly Mid Africa, Air Côte d’Ivoire und Med-View Airline sowie international Kenya Airways, Royal Air Maroc, Brussels Airlines, Air France und KLM Royal Dutch Airlines (stellte die Verbindung zu Ende 2018 wieder ein) und seit August 2017 Mauritania Airlines International. Asky Airlines hat im vierten Quartal 2017 wieder Verbindungen aufgenommen. Air Peace fliegt seit Ende 2017 nach Freetown.
Turkish Airlines hat die Aufnahme von Flügen nach Freetown ab Dezember 2017 in Aussicht gestellt und diese schlussendlich im Februar 2018 aufgenommen.
Africa World Airlines fliegt seit 2019 nach Accra (Ghana) und Monrovia (Liberia). Transair verbindet seit dem 18. November 2019 Freetown mit Dakar im Senegal und Banjul in Gambia. Air Senegal fliegt seit August 2021.

## Statistiken
|                | 2005    | 2006      | 2007      | 2008      | 2009      | 2010      | 2011      | 2012      | 2013      | 2014      | 2015      | 2016      | 2017      | 2018      | 2019      | 2020     |
| -------------- | ------- | --------- | --------- | --------- | --------- | --------- | --------- | --------- | --------- | --------- | --------- | --------- | --------- | --------- | --------- | -------- |
| Flugbewegungen | 3314    | 3171 ▼    | 3044 ▼    | 2677 ▼    | 2368 ▼    | 1969 ▼    | 2288 ▲    | 2384 ▲    | 3003 ▲    | 3205 ▲    | 2896 ▼    | 2098 ▼    | 2334 ▲    | 2733 ▲    | 2644 ▼    | 1314 ▼   |
| Passagiere     | 163.813 | 179.622 ▲ | 183.963 ▲ | 169.572 ▼ | 167.911 ▼ | 171.395 ▲ | 210.084 ▲ | 225.170 ▲ | 227.649 ▲ | 170.756 ▼ | 130.820 ▼ | 195.968 ▲ | 220.202 ▲ | 227.438 ▲ | 245.543 ▲ | 93.619 ▼ |

Quelle, sofern nicht anders genannt:

## Zwischenfälle
- Am 20. März 1947 wurde eine Amiot AAC.1 (Junkers Ju 52) der Air France (Luftfahrzeugkennzeichen F-BAKM) auf dem Flughafen Freetown-Lungi irreparabel beschädigt. Über Personenschäden ist nichts bekannt.[25]

- Am 11. August 2004 stürzte eine Boeing 737-200 der Air Guinee Express (3X-GCM) unmittelbar nach dem Abheben wieder zu Boden und kam erst mehrere Hundert Meter hinter dem Startbahnende zum Stillstand. Das rechte Triebwerk und dortige Hauptfahrwerk rissen ab. Das Flugzeug wurde irreparabel beschädigt. Alle 126 Insassen, sieben Besatzungsmitglieder und 119 Passagiere, überlebten den Totalschaden. Ursachen waren die Versäumnisse der Piloten, die Checkliste abzuarbeiten und koordiniert zusammenzuarbeiten.[26]